# Segestria madagascarensis
Segestria madagascarensis är en spindelart som beskrevs av Eugen von Keyserling 1877. Segestria madagascarensis ingår i släktet ormspindlar, och familjen sexögonspindlar.
Artens utbredningsområde är Madagaskar. Inga underarter finns listade i Catalogue of Life.